# World Painted Blood
World Painted Blood is het elfde studioalbum van de Amerikaanse
thrashmetalband Slayer en is uitgebracht in Europa op 2 november 2009
door American Recordings/ Sony Music. Het album is geproduceerd door
Greg Fidelman en Rick Rubin.
In tegenstelling tot eerdere studioalbums waar de nummers al klaar waren voor de band de studio in ging, is dit album grotendeels in de studio geschreven. Door critici werd het album goed ontvangen en werd het album meer melodieus genoemd ten opzichte van eerder werk.

## Tracklist
1. "World Painted Blood"
2. "Unit 731"
3. "Snuff"
4. "Beauty Through Order"
5. "Hate Worldwide"
6. "Public Display of Dismemberment"
7. "Human Strain"
8. "Americon"
9. "Psychopathy Red"
10. "Playing with Dolls"
11. "Not of This God"

### Dvd
1. "Intro"
2. "World Painted Blood"
3. "Snuff"
4. "Playing With Dolls"
5. "Public Display of Dismemberment"
6. "Hate Worldwide"
7. "Americon"
8. "Atrocity Vendor"
9. "Human Strain"
10. "Beauty Through Order"
11. "Psychopathy Red"
12. "Not Of This God"
13. "Unit 731"
14. "Credits"

## Leden
- Tom Araya – zang en basgitaar
- Jeff Hanneman – gitaar
- Kerry King – gitaar
- Dave Lombardo – drums

## Hitnotering
| "World Painted Blood" in de Nederlandse Album Top 100 - binnen: 07-11-2009 | "World Painted Blood" in de Nederlandse Album Top 100 - binnen: 07-11-2009 | "World Painted Blood" in de Nederlandse Album Top 100 - binnen: 07-11-2009 | "World Painted Blood" in de Nederlandse Album Top 100 - binnen: 07-11-2009 | "World Painted Blood" in de Nederlandse Album Top 100 - binnen: 07-11-2009 | "World Painted Blood" in de Nederlandse Album Top 100 - binnen: 07-11-2009 |
| Week                                                                       | 01                                                                         | 02                                                                         | 03                                                                         | 04                                                                         |                                                                            |
| -------------------------------------------------------------------------- | -------------------------------------------------------------------------- | -------------------------------------------------------------------------- | -------------------------------------------------------------------------- | -------------------------------------------------------------------------- | -------------------------------------------------------------------------- |
| Nummer                                                                     | 15                                                                         | 38                                                                         | 69                                                                         | 85                                                                         | uit                                                                        |